# William Gibson Sloan
William Gibson Sloan (4. september 1838 – 4. september 1914) var skotsk evangelist, der i flere omgange tog til Færøerne som missionær. 
Sloan, der på Shetlandsøerne fik kontakt med baptistkirken i Lerwick og blev døbt der i 1864, havde hørt de lokale fiskere berette om deres besøg på Færøerne og besluttede at tage derop i 1865. 
Som deltidsbeboer havde han ikke megen succes med sine rejser rundt på øerne for at udbrede evangeliet. På Shetlandsøerne gik han senere i menigheden Plymouth-brødrene, en frikirkelig retning, der først var blevet etableret i Dublin i Irland omkring 1829. I 1879 bosatte han sig på Færøerne, og den første mødesal - 'Sloans salur' - blev bygget samme år. Han startede den første søndagsskole på Færøerne i 1880. Samme år blev fire færinger døbt. Der skulle dog gå yderligere hen ved 30 år, før bevægelsen fik nogen større udbredelse.
Da han døde i 1914 var bevægelsen solidt etableret på Færøerne under navnet Brøðrasamkoman (Brødremenigheden), og dens medlemstal voksede kraftigt i første halvdel af 19. århundrede takket være bl.a læreren Victor Danielsen, der også præsterede at udgive en komplet bibeloversættelse i 1949 (den første på færøsk), at skrive og oversætte ca. 20 opbyggelige bøger samt udgive en salmebog med over 1000 salmer, hvoraf han selv havde digtet eller oversat næsten 900. Han døde i 1961. Det anslås at mellem 10 og 12% af Færøernes befolkning i dag er tilsluttet Brøðrasamkoman.